# 莫拉克 (莫尔比昂省)
莫拉克（法語：Molac，法語發音：[mɔlak]）是法国莫尔比昂省的一个市镇，属于瓦讷区。

## 地理
莫拉克（47°43'49"N, 2°26'6"W）面积28.4 平方千米，位于法国布列塔尼大區莫尔比昂省，该省份为法国西北部沿海省份，位于布列塔尼半岛南部，北起阿摩尔滨海省、西接菲尼斯泰尔省，南濒大西洋，东南接大西洋卢瓦尔省，东临伊勒-维莱讷省。
与莫拉克接壤的市镇（或旧市镇、城区）包括：普勒卡德克、普吕埃尔兰、凯斯唐贝尔、拉雷、勒库尔、圣吉约马尔、博阿勒。

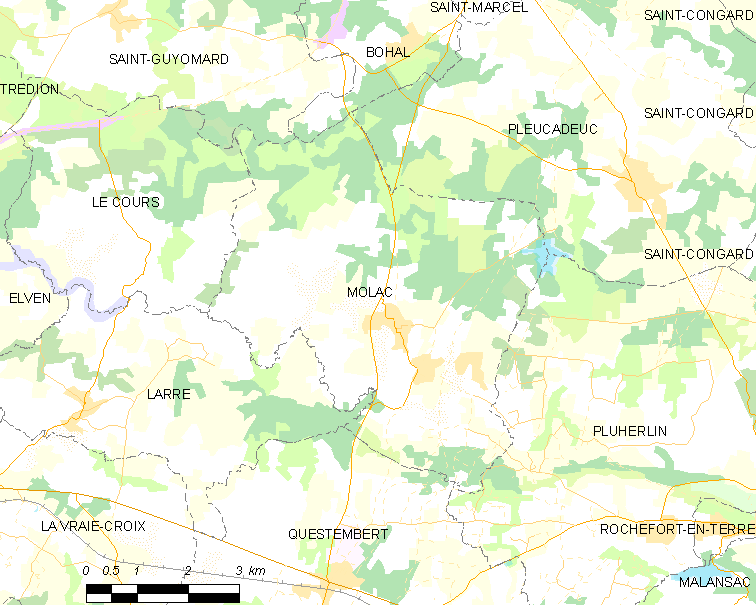
的OSM定位图

莫拉克的时区为UTC+01:00、UTC+02:00（夏令时）。

## 行政
莫拉克的邮政编码为56230，INSEE市镇编码为56135。

## 政治
莫拉克所属的省级选区为凯斯唐贝尔县。

## 人口

1962-2008年间人口变化图示

莫拉克于2022年1月1日时的人口数量为1636人。